# Katarina af Klintberg
Katarina Fanny Victoria af Klintberg, född Sandberg 18 oktober 1941 i Oscars församling, Stockholms stad, är en svensk företagsledare och grundare av Polarn O. Pyret.

## Biografi
Katarina af Klintberg är dotter till direktör Sven Sandberg och Aina Swenson. Hon blev fil.kand. 1964, civilekonom vid Handelshögskolan i Stockholm 1966 och gick en masterutbildning vid samma lärosäte 1971–1972.
af Klintberg har arbetat som marknadschef och vd på företaget Nils Adamsson och kom att grunda klädföretaget Polarn O. Pyret tillsammans med svägerskan Gunila Axén under 1970-talet. Hon har också varit verksam vid Duka-butikerna, B&W stormarknader, Axén & co, och Scand Retail Center.
Hon är sedan 1965 gift med folklivsforskaren Bengt af Klintberg, och är mor till producenterna Daniel af Klintberg, Karin af Klintberg och journalisten Elin af Klintberg.